# オザスコ (サンパウロ州)
オザスコ（Osasco [oˈzasku]）は、ブラジルのサンパウロ州の都市である。人口は約70万人（2020年）。サンパウロ市の西側に隣接している。サンパウロ都市圏鉄道会社8号線が市内に乗り入れており、通勤通学に利用されている。
オザスコは、イタリア人のアントニオ・アグー (Antonio Agù) により建設された。アグーの出身地は、トリノ県のオザスコである。主要な通りにアグーの名をつけたものがある。

## 経済
- バンコ・ブラデスコ - ブラジル四大銀行の一つ。
- SBT - テレビ局

## スポーツ
- グレミオ・オザスコ・アウダックス - サッカークラブ
- グレミオ・エスポルチーヴォ・オザスコ - サッカークラブ

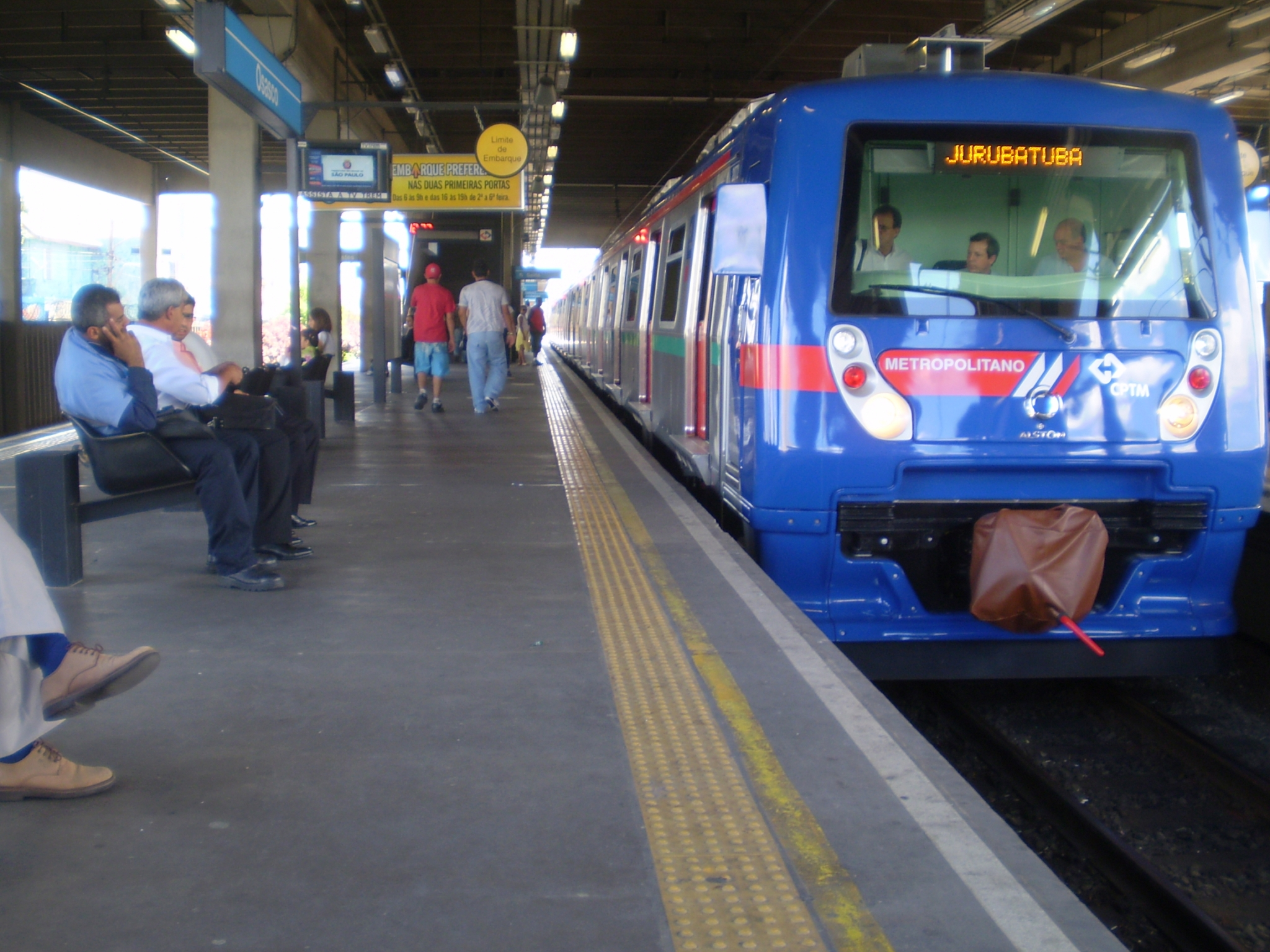
オザスコ駅

- オザスコFC - サッカークラブ

## 姉妹都市
- ギュムリ（アルメニア、シラク地方）
- 徐州市（中華人民共和国、江蘇省）
- Viana（アンゴラ、ルアンダ州）
- 津市（日本、三重県）
- オザスコ（イタリア、ピエモンテ州トリノ県）